# Viscum malurianum
Viscum malurianum är en sandelträdsväxtart som beskrevs av Sanjai & N.P.Balakr.. Viscum malurianum ingår i släktet mistlar, och familjen sandelträdsväxter. Inga underarter finns listade i Catalogue of Life.